# Tesserodon variolosum
Tesserodon variolosum là một loài bọ cánh cứng trong họ Bọ hung (Scarabaeidae).